# Stefano Cattai
Stefano Cattai (Portogruaro, 29 novembre 1967) è un ex ciclista su strada italiano, professionista dal 1990 al 2001.

## Carriera
Dopo una buona carriera dilettantistica, dove si mise in luce soprattutto come uomo adatto alle corse a tappe, fu infatti ad esempio, secondo nella Settimana Laziale, nel 1988 e terzo sia nel Giro della Valle d'Aosta che nel Giro d'Italia dilettanti nel 1989, passò professionista con la maglia della Jolly Componibili, squadra con la quale rimarrà fino al 1994 e con la quale corse nelle principali competizioni italiane. I primi risultati di rilievo furono il settimo posto al Giro del Friuli nel 1990 e l'ottavo nella Coppa Sabatini nel 1992.
Nel 1995 passa al ZG Mobili, dove riesce a trovare maggiore libertà e continuità di risultati soprattutto nelle corse in linea italiane: quarto al Giro di Toscana ed al Gran Premio Industria e Commercio di Prato, sesto al Giro del Friuli, ottavo al Trofeo Melinda, decimo al Giro dell'Appennino ed alla Tre Valli Varesine, nelle prove a tappe è invece ottavo al Giro del Trentino e diciassettesimo al Giro d'Italia.
Nel biennio successivo è in maglia Roslotto. Il 1996, è la sua stagione migliore; prende parte al suo primo Tour de France che chiude al ventiduesimo posto, piazzandosi anche discretamente in due tappe: settimo nella undicesima tappa con arrivo a Valence e decimo nella quattordicesima con arrivo a Tulle. Ottiene anche due importanti piazzamenti in prove di Coppa del mondo, secondo alla Clásica San Sebastián e undicesimo al Giro di Lombardia. Fra gli altri risultati figurano poi il quarto posto nella Subida a Urkiola, il sesto nel Giro di Romagna, il decimo nel Gran Premio Sanson ed alcuni buoni piazzamenti nelle prove del Trofeo dello Scalatore.
Dopo un 1997 non positivo passa la stagione successiva in mahglia Ballan con cui ritrova risultati positivi in estate nelle classiche italiane: secondo al Trofeo Matteotti, quarto nella Tre Valli Varesine, sesto nella Coppa Agostoni e nono nel Giro del Lazio
Nel 1998 è al Team Polti con cui partecipa si al Tour che alla Vuelta, il miglior risultato personale di questa stagione, sarà il quinto posto al Giro del Piemonte
Chiuderà la carrierà nel 2001 in maglia Liquigas, senza particolari acuti ma svolgendo il lavoro di gregario per gente quale Davide Rebellin e Serhij Hončar.

## Palmarès
- 1989 (dilettanti)

Milano-Rapallo

## Piazzamenti

### Grandi Giri
- Giro d'Italia

1990: 60º
1992: 133º
1995: 17º
1998: 67º
2000: 41º
2001: 67º
- Tour de France

1996: 22º
1999: 66º
- Vuelta a España

1994: 89º
1999: 51º

### Classiche monumento
- Milano-Sanremo

1998: 105º
- Giro delle Fiandre

1995: 95º
- Liegi-Bastogne-Liegi

1995: 46º
1996: 36º
- Giro di Lombardia

1990: 25º
1990: 90º
1992: 45º
1994: 42º
1996: 11º
1997: 41º
1998: 31º
1999: 42º
2001: 50º

## Riconoscimenti
- Premio Italia dilettanti nel 1989